# Charles Fey
Charles Fey (Vöhringen, Reino de Baviera; 9 de septiembre de 1862-San Francisco, 10 de noviembre de 1944) fue un mecánico e inventor estadounidense, conocido sobre todo por ser uno de los precursores de las máquinas tragamonedas.

## Carrera
Su padre Karl trabajó como sacristán en la catedral de Ulm Minster y tuvo quince hijos con la madre de Charles, Maria. De adolescente, Fey trabajó para un fabricante de herramientas agrícolas, adquiriendo sus primeros conocimientos, que influyeron mucho en su carrera.
En 1877, Fey se trasladó a Francia para trabajar allí, y pasó también algún tiempo en Inglaterra, antes de mudarse a los Estados Unidos a los veintitrés años, en el hogar de su tío en Nueva Jersey.

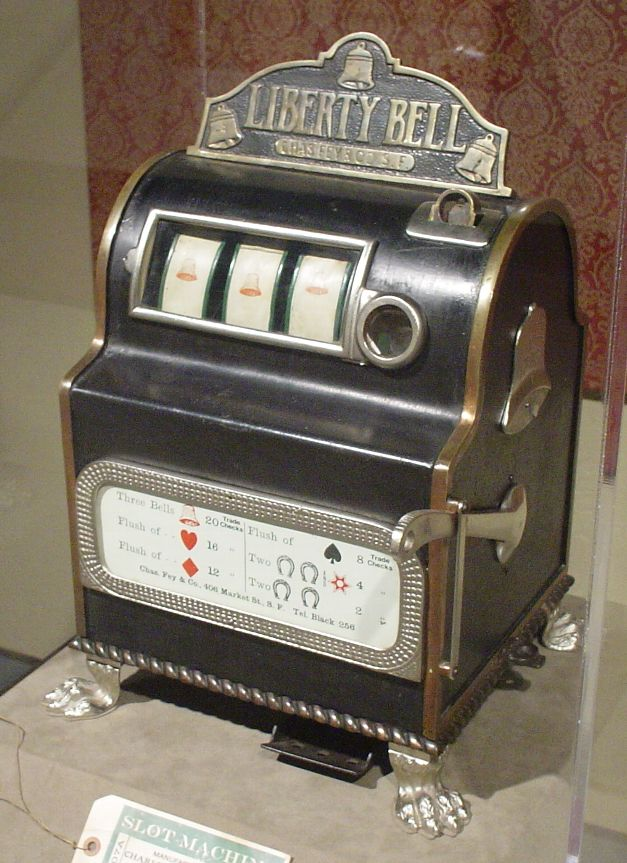
Máquina tragamonedas Liberty Bell, de Charles Fey.

Fey viajó por todo Estados Unidos y se instaló en San Francisco (California), donde empezó a trabajar en la empresa Western Electric Works en 1885. Más tarde fundó su propia empresa de electrónica y telefonía junto con Theodore Holtz y Gustav Friedrich Wilhelm Schultze.
En la década de 1880, las máquinas tragamonedas requerían de un empleado para realizar el pago, normalmente en billetes o fichas. La Horseshoe Slot Machine de Gustav Friedrich Wilhelm Schultze de 1893 fue la primera máquina en incluir un mecanismo de pago automático. En 1895, Fey inventó una versión modificada de la Horseshoe que pagaba con monedas; esta máquina se hizo sumamente popular. De esta manera, pudo abrir un taller de máquinas tragamonedas en 1896 o 1897.
En 1898 diseñó la Liberty Bell Slot Machine, la máquina tragamonedas más famosa de su época; cuando se alineaban tres campanas, pagaba cincuenta céntimos. Fey instaló y gestionó sus máquinas en salones de todo San Francisco, pero como el juego era ilegal en California, no pudo patentar su invención, lo que dio lugar a muchos competidores.

## Vida personal
En San Francisco, Fey conoció a Marie Christine Volkmar (1866-1942), pero su noviazgo se vio interrumpido por una enfermedad. A principios de la década de 1880, a Fey le diagnosticaron tuberculosis; de acuerdo con los conocimientos científicos de la época, se trasladó al clima más cálido de México durante unos años antes de regresar a San Francisco para someterse a una serie de tratamientos con creosota. Se casó con Marie en 1889. La pareja tuvo tres hijas y un hijo.